# Paßklausenturm
Der Paßklausenturm in Tannenberg bei Geyer im Erzgebirge ist der letzte erhaltene Bestandteil einer Wasserburganlage und diente vermutlich dem Schutz der vorbeiführenden Straße.

## Geschichte
Aus einer Urkunde von 1162 geht hervor, dass Kaiser Barbarossa den damals unerschlossenen Grenzwald südlich von Freiberg in Besitz nahm und zugleich eine Sicherung der Grenzwege über das Erzgebirge nach Böhmen anordnete. Möglicherweise steht die Errichtung der Tannenberger Burganlage mit dieser Anordnung in Zusammenhang. Der Name Paßklausenturm deutet darauf hin, dass an diesem Ort eine Rast- bzw. Gaststätte vorhanden gewesen sein könnte.
Im Jahre 1400 ist ein „Nickel von Tannenberg“ belegt.
Während des Einfalls der Hussiten in Sachsen wurde die Burganlage bis auf den Turm zerstört, dessen hölzerne Auf- und Anbauten bei dem Angriff zerstört wurden. In den Überresten der Anlage wurden 1770 Überbleibsel einer zerbrochenen Glocke aufgefunden, die möglicherweise von einer Kapelle in der Burganlage stammten.

## Gegenwart

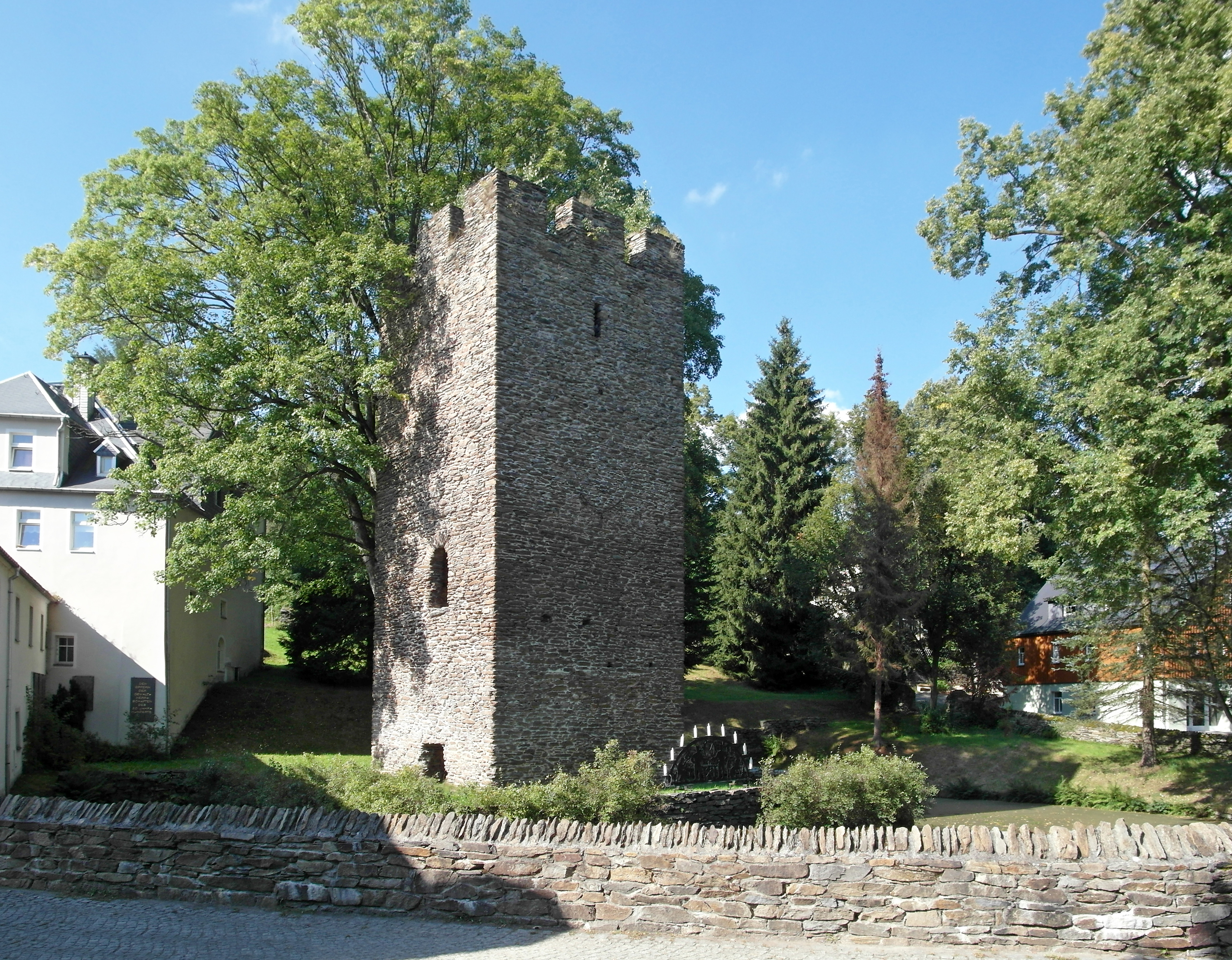
Rittergut Tannenberg, Paßklausenturm 2017

Der steinerne Turm ist heute etwa 14 Meter hoch. Mit Fördermitteln des Denkmalschutzes wurden 1995/96 Erhaltungsmaßnahmen durchgeführt.